# Thập niên 1730
Thập niên 1730 là thập niên diễn ra từ năm 1730 đến 1739.